# Abrunhosa-a-Velha
Abrunhosa-a-Velha ist eine Gemeinde (Freguesia) im portugiesischen Kreis Mangualde. In ihr leben 440 Einwohner (Stand 19. April 2021).